# Campeonato das Nações Emergentes da América do Sul e Central da IHF
O Campeonato das Nações Emergentes da América do Sul e Central da IHF de 2018 foi a 1ª edição deste evento de Handebol organizado pela Federação Internacional de Handebol. Realizou-se em Palmira, Colômbia, de 22 a 28 de outubro.
Onze seleções nacionais disputaram o torneio, sendo seis seleções sul-americanas e cinco seleções centro-americanas.
A seleção da Colômbia conquistou o campeonato ao derrotar o Paraguai na final por 36 a 25, classificando-se assim para o Campeonato Mundial das Nações Emergentes da IHF de 2019.

## Equipes
| Grupo A    | Grupo B     | Grupo C         |
| ---------- | ----------- | --------------- |
| Costa Rica | Colômbia    | Bolívia         |
| Panamá     | El Salvador | Guatemala       |
| Paraguai   | Equador     | Guiana Francesa |
|            | Honduras    | Peru            |